# H (石井竜也のアルバム)
『H』（エッチ）は、石井竜也1枚目のスタジオ・アルバム。1998年3月21日リリース。発売元はSony Records（現：Sony Music Records）。

## 概要
石井のソロ初アルバム。
タイトルの由来は『エッチ』そのものであり、「昔からエッチなやつでいたかった」という石井本人の姿勢からきている。
全体的にアコースティック・ギターを中心にした編成。石井の声を生かすことを大前提にした曲編成。歌詞カードのデザインが曲ごとに異なる。

## 収録曲
全作詞・作曲：石井竜也（注記を除く）
1. 安心しろよ
（編曲：伊藤隆博）
本人出演の日本コカコーラ『スプライト』のCMソング。のちに3rdシングルとしてシングルカットされた。
歌詞カードは黒い背景の上のところどころ大きさが違う白字の歌詞が左右に踊っているようなデザイン。
2. WHITE MOON IN THE BLUE SKY (album version)
（編曲：金子隆博）
ソロデビューシングルのアルバムヴァージョン。シングルとはうってかわってポップス色が前面に押し出されているアレンジとなっている[5]。また、シングルヴァージョンに存在していた2番サビ～3番Bメロが、このヴァージョンではカットされている。
歌詞カードは見開き2ページに黒字の歌詞がバラバラのサイズで書かれている。
3. 蒼い朝[6]
（編曲：金子隆博）
「燃え上がったあとのふたりが白いベッドの中で囁きあっている」という感じで作った曲[7]。
この曲と「抱いて」のみ同一ページに歌詞が収まっている。
4. 抱いて[8][6]
（編曲：渡辺善太郎）
直球でいやらしい場面を表現した曲。二人称を使い分けることによって男女の距離感を表現している[9]。
5. リズム (album version)
（作曲：石井竜也・金子隆博　編曲：金子隆博）
2ndシングルの石井ソロヴァージョン[10]。
イントロがシングルより短くカットされ、石井の歌声から曲が始まる。また、NORAのソロパートがサックスソロに変更されている。
歌詞カードはたくさんの小さな黒薔薇（一部別色）が連続で並んでいる背景に白字。
6. 記憶の街
（編曲：伊藤隆博）
歌詞カードはドットで構成された背景に緑字で右端に中央揃え。
7. 光
（編曲：伊藤隆博）
歌詞カードは「安心しろよ」の文字サイズを統一して白黒反転させたデザイン。
8. 天使の標的
（編曲：今井裕）
シンセサイザーの打ち込みとアコースティックギターの編成。
歌詞カードの背景をよく見ると、黒地に茶色の文字で目いっぱいの大きさで書かれた同曲の歌詞が書かれている。
9. 歩いて行こう
（編曲：勝又隆一）
東京三菱銀行｢春のキャンペーン｣CMソング
歌詞カードは中央に両端揃えで書かれており、参加ミュージシャン一覧も両端揃え。
10. 恋よ来い
（編曲：伊藤隆博）
歌詞カードは見開き2ページに渡り、右から左へ降りていく階段状になっている。
11. 想い[6]
（編曲：勝又隆一）
ミュージカル「サクラ大戦〜花咲く乙女」挿入歌として使用された同曲のセルフカヴァー。
アルバム発売から4年後の2002年、姿月あさとによってカヴァーされた[11]。
歌詞カードは「光」のブレをさらに大きくしたようなデザイン。